# Staryj naezdnik
Staryj naezdnik (Старый наездник) è un film del 1940 diretto da Boris Vasil'evič Barnet.